# Million Dollar Quartet
Million Dollar Quartet é uma gravação de uma jam session improvisada envolvendo Elvis Presley, Jerry Lee Lewis, Carl Perkins e Johnny Cash feita em 4 de dezembro de 1956, na Sun Records em Memphis, Tennessee. Essa gravação deu origem ao Quarteto que realizou algumas gravações e apresentações de Rock and Roll, Rockabilly, Country e Gospel.

## História
é como ficou conhecido o encontro musical entre Elvis Presley, Carl Perkins, Jerry Lee Lewis e Johnny Cash em 4 de Dezembro de 1956 nos estúdios da Sun Records em Memphis, Tennessee. Esse encontro se deu de forma descontraída se tornando uma "jam session". A maioria das canções cantadas são do gênero gospel e rockabilly. Embora muitos digam que Johnny Cash estivesse presente, mas não tenha cantado, o cantor desmente isto em sua autobiografia publicada em 1997 que ele cantou sim durante as gravações. "...ao contrário do que algumas pessoas escreveram, a minha voz está na fita. Não é óbvio, porque eu estava longe do microfone e cantava muito mais alto do que o normal para ficar em harmonia com Elvis, mas posso garantir, estou lá..." afirmou na página 100 do livro. As canções dessa "jam" já foram lançadas algumas vezes, sendo que em 2006 está previsto um relançamento, agora com 12 minutos inéditos.
Um artigo sobre a sessão foi publicado na Memphis Press-Scimitar com o título "Million Dollar Quartet". A gravação foi lançada pela primeira vez na Europa em 1981 como The Million Dollar Quartet com 17 faixas. Alguns anos depois, mais faixas foram descobertas e lançadas como The Complete Million Dollar Session. Em 1990, as gravações foram lançadas nos Estados Unidos como Elvis Presley - The Million Dollar Quartet . Esta sessão é considerada um momento seminal no rock and roll.

### Sessão de Gravação

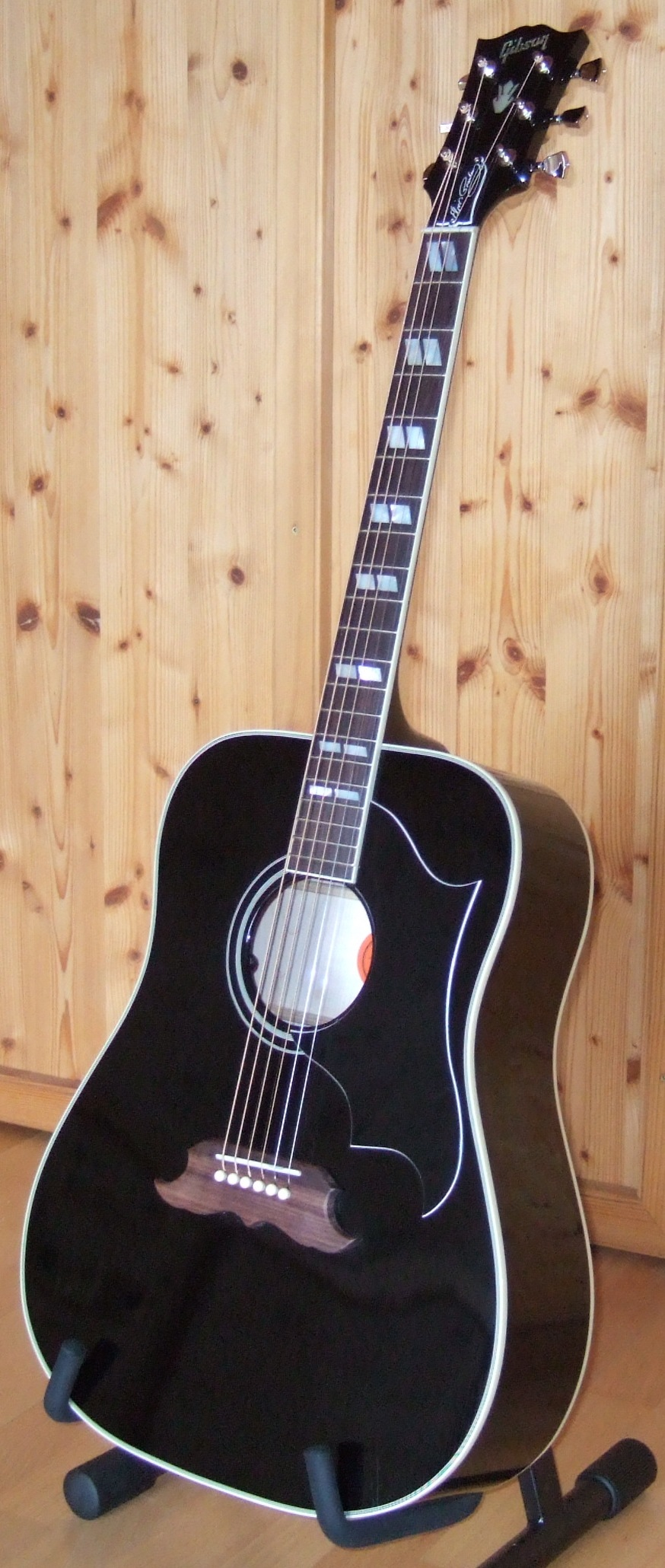
Violão Gibson de Elvis Presley.

A jam session parece ter acontecido por puro acaso. Perkins, que a essa altura já havia alcançado o sucesso com "Blue Suede Shoes", havia chegado aos estúdios naquele dia blues, " Matchbox ". Sam Phillips, o dono da Sun Records, que queria tentar engordar esta instrumentação rockabilly esparsa, trouxe sua última aquisição, Jerry Lee Lewis, ainda desconhecido fora de Memphis, para tocar piano (na época, um Wurlitzer Spinet) na sessão de Perkins. O primeiro single de Lewis na Sun seria lançado alguns dias depois. Em algum momento no início da tarde, Elvis Presley, de 21 anos, um ex-artista da Sun agora com RCA Victor, chegou para fazer uma visita casual acompanhado de uma namorada, Marilyn Evans.
Depois de conversar com Phillips na sala de controle, Presley ouviu a reprodução da sessão de Perkins, que ele considerou boa. Então ele foi para o estúdio e algum tempo depois começou a jam session. Em algum ponto durante a sessão, o artista da Sun Johnny Cash , que recentemente desfrutou de alguns discos de sucesso nas paradas country, também chegou. (Cash escreveu em sua autobiografia Cash que fora o primeiro a chegar ao Sun Studio naquele dia, querendo ouvir a sessão de gravação de Perkins.) Jack Clementestava trabalhando na engenharia naquele dia e lembra de ter dito a si mesmo "Acho que seria negligente se não gravasse isso", e foi o que ele fez. Depois de executar uma série de músicas, Elvis e sua namorada Evans escapuliram enquanto Jerry Lee martelava o piano. Cash escreveu em Cashque "ninguém queria seguir Jerry Lee, nem mesmo Elvis." Quaisquer que sejam os sentimentos de Elvis em relação a "seguir" Lewis, Presley foi claramente a "estrela" da jam session improvisada, que consistia em grande parte de trechos de canções gospel que os quatro artistas haviam crescido cantando. As gravações mostram Elvis, o mais famoso nacional e internacionalmente dos quatro na época, como o ponto focal do que foi um encontro casual e repentino de quatro artistas que iriam cada um contribuir grandemente para o mudança sísmica na música popular no final dos anos 1950.
Durante a sessão, Phillips ligou para um jornal local, o Memphis Press-Scimitar . Bob Johnson, o editor de entretenimento do jornal, foi aos estúdios com o representante da UPI Leo Sora e o fotógrafo George Pierce. Johnson escreveu um artigo sobre a sessão, que apareceu no dia seguinte na Press-Scimitar com o título "Million Dollar Quartet". O artigo continha a agora famosa fotografia de Presley sentado ao piano cercado por Lewis, Perkins e Cash (a versão não cortada da foto também inclui Evans, mostrado sentado em cima do piano).

### Reuniões e Formações
As primeiras reuniões foram entre 1956 e 1957, com a formação de Elvis Presley, Jerry Lee Lewis, Carl Perkins e Johnny Cash, em 1982 retornaram, dessa vez tendo Roy Orbison na formação pois Elvis havia falecido em 1977.

## Lançamentos

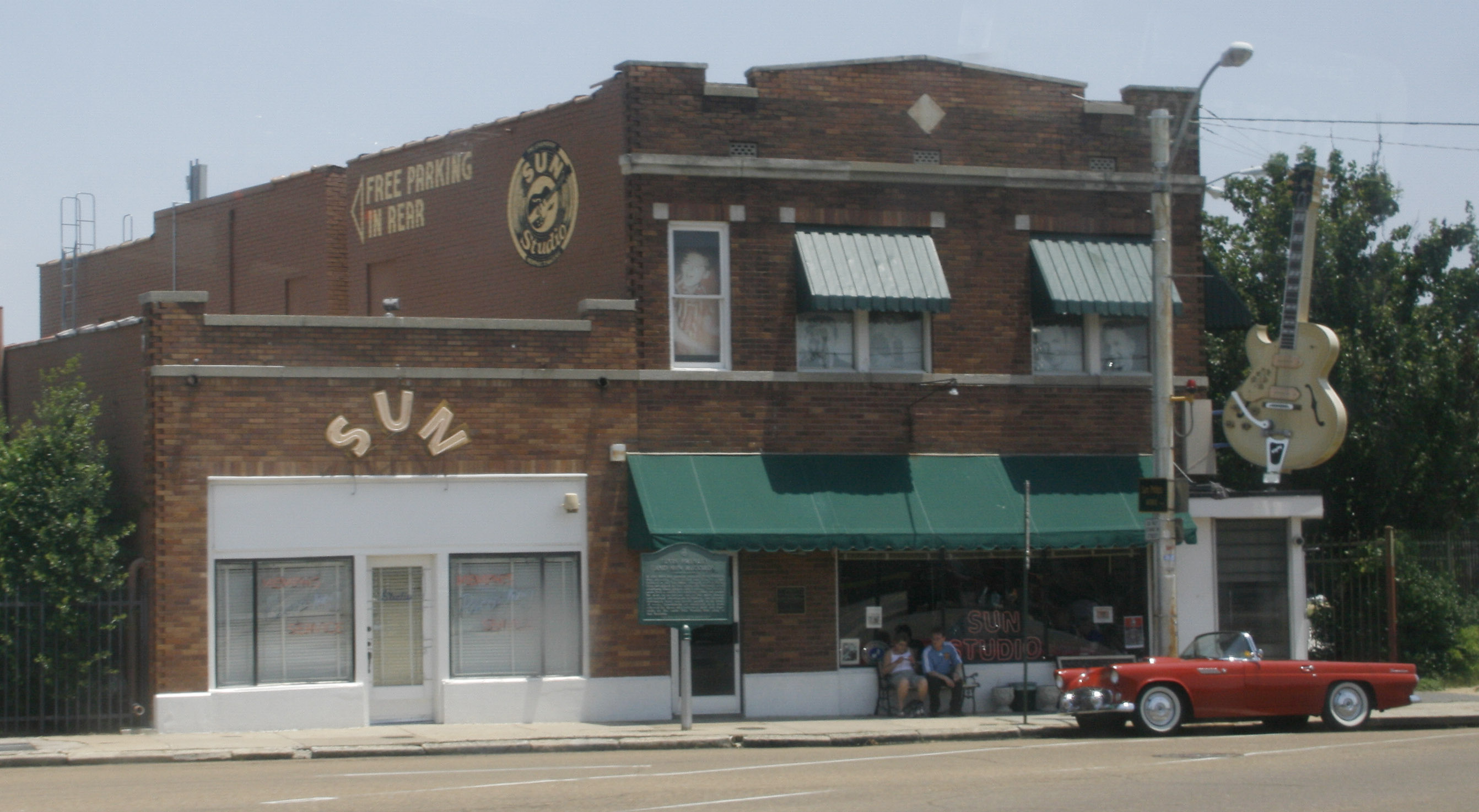
Estúdio Sun Records.

Em 1969, Shelby Singleton comprou a Sun Records. Ele começou uma longa pesquisa no catálogo da Sun, navegando em mais de 10.000 horas de fita. Ao mesmo tempo, Singleton licenciou grande parte, senão todo, do catálogo da Sun para a etiqueta britânica Charly para reedição na Europa. Como resultado das buscas de Singleton e Charly, uma parte da sessão veio à tona. Este foi lançado na Europa em 1981 como "Charly / Sun" LP # 1006 The Million Dollar Quartet , e continha 17 faixas, com foco na música gospel / espiritual da sessão
Vários anos depois, material adicional foi descoberto. Isso resultou no lançamento do conjunto de 2 LPs "Charly / Sun" de 1987 #CDX 20 The Complete Million Dollar Session , junto com sua emissão simultânea em formato de CD na Europa. Em 1990, eles foram replicados pela RCA para distribuição nos Estados Unidos como um CD e LP, intitulado Elvis Presley - The Million Dollar Quartet (RCA CD # 2023-2-R), cujas notas de capa foram escritas por Colin Escott da Showtime Music , Toronto , Ontário, Canadá.
Em 2006, a RCA usou uma cópia das gravações da sessão de propriedade de Presley para criar uma edição do 50º aniversário da sessão. O novo lançamento colocou os títulos na sequência original gravada e continha cerca de doze minutos de material anteriormente indisponível.
De acordo com Ernst Jorgensen, uma autoridade em Elvis que presta consultoria para a RCA, o material publicado contém cerca de 95 por cento das gravações originais. "Encontramos três rolos", diz ele, "Você sempre pode argumentar que havia mais. Mas no primeiro você pode ouvir Elvis chegando e no último você pode ouvi-lo saindo. Duvido que haja mais."
Em seu encarte de The Survivors Live , um álbum de 1982 que reuniu Cash, Lewis e Perkins, Cash afirma que Elvis tocou "This Train is Bound for Glory" e "Vacation in Heaven" durante a sessão de 1956, mas nenhuma das faixas apareceu.
Os álbuns lançados contêm 46 faixas musicais, a maioria das quais incompletas e intercaladas com conversas entre os participantes. Não são gravações de estúdio imaculadas e bem ensaiadas, destinadas ao lançamento comercial, mas sim o som de um grupo de amigos reunidos para tocar as velhas favoritas e compartilhar o prazer de fazer música. Bob Johnson descreveu-o como "uma sessão de casa de barril à moda antiga com harmonias de barbearia resultantes."

## Características

### Gêneros Musicais
A música country e o country gospel aparecem em grande escala na escolha das canções. As canções de lendas country e ocidentais como Bill Monroe, Ernest Tubb, Hank Snow e Gene Autry estão entre as apresentadas. Lewis tocou a maior parte do piano e Presley assumiu quase todos os vocais principais. Os outros participantes facilmente seguem o exemplo de Presley com o que parece uma familiaridade próxima com sua escolha de canções. Os críticos comentaram sobre a ironia disso, já que o rock & roll foi classificado como música satânica na época.

### Gravações
Carl Perkins assumiu a liderança apenas em "Keeper Of The Key" e parecia contente em tocar guitarra e fornecer vocais de harmonia. Ele tinha, no entanto, cantado durante toda a tarde. Clayton Perkins e Jay Perkins e o baterista WS Holland podem ser ouvidos nos primeiros títulos. A guitarra base nas canções anteriores foi tocada por Charles Underwood, que era um escritor para as editoras de Phillips. Presley também trouxe com ele outro aspirante a cantor, Cliff Gleaves, que pode estar participando de algumas partes do ensemble.
Jerry Lee Lewis pode ser ouvido com mais frequência, muitas vezes cantando em dueto com Presley e, no final da sessão, quando Presley se levantou para sair, ele rapidamente assumiu o piano e arrancou cinco ravers de piano em rápida sucessão, incluindo um empolgante " Crazy Arms " (seu single de estreia no Sun) e uma transformação comovente de " Você é a única estrela em meu céu azul ", de Gene Autry.
Colin Escott, autor das notas de capa de Elvis Presley - The Million Dollar Quartet , relatou que, de acordo com o funcionário da Sun e participante da sessão Charles Underwood, Presley e Phillips foram para a sala de controle enquanto Lewis estava jogando e Presley comentou com Bob Johnson que "(Lewis) poderia ir. Eu acho que ele tem um grande futuro pela frente. Ele tinha um estilo diferente e a maneira como ele toca piano entra em mim.
A voz de Johnny Cash não parece aparecer em nenhuma das faixas lançadas. Como sua voz não é óbvia nas faixas, o ponto em que Cash chegou ao estúdio tem sido motivo de discussão. Carl Perkins e outros afirmaram que Cash já estava nos estúdios quando Presley chegou, com Perkins acrescentando que Cash havia parado nos estúdios para "conseguir algum dinheiro".

## Musical
O musical de palco Million Dollar Quartet, com livro de Floyd Mutrux e Colin Escott, dramatiza a sessão do Million Dollar Quartet. Ele estreou no Seaside Music Theatre da Flórida e depois foi encenado no Village Theatre em Issaquah, Washington (um subúrbio de Seattle) em 2007, quebrando recordes de bilheteria. O musical estreou para uma temporada limitada no Goodman Theatre de Chicago em 27 de setembro de 2008, Mutrux co-dirigiu a produção de Chicago com Eric D. Schaeffer, do Virginia's Signature Theatre. O show foi transferido para o Apollo Theatre de Chicago, onde estreou em 31 de outubro de 2008.
A produção da Broadway estreou no Nederlander Theatre em 11 de abril de 2010. A produção da Broadway fechou em 12 de junho de 2011 após 489 apresentações e 34 pré-estréias, e então reabriu Off-Broadway em New World Stages. Million Dollar Quartet abriu no West End no Noël Coward Theatre em 28 de fevereiro de 2011, com pré-estréias em 8 de fevereiro.
A peça da Broadway foi indicada para três prêmios Tony em 2010: Melhor Musical, Melhor Livro de Musical para Escott e Mutrux e Melhor Ator em Musical para Levi Kreis . Kreis venceu, marcando a única vitória do Tony no show.

## Discografia

### Álbuns
- 1981 - The Survivors Live
- 1982 - Class of '55
- 1987 - Entrevistas da Class of '55
- 1990 - The Complete Million Dollar Quartet Session
- 2011 - Million Dollar Quartet (Original Broadway Cast Recording)

### Singles e EPs
- 1989 - Elvis, Scotty and Bill - The Million Dollar Quartet
- 2021 - The Million Dollar Quartet

### Coletâneas
- 1997 - The Million Dollar Session Rock
- 2005 - Sun Records - 4 de Dezembro de 1956
- 2006 - The Million Dollar Quartet Selected Hits, Vol.1
- 2006 - The Million Dollar Quartet Selected Hits, Vol.2
- 2008 - Rip it Up
- 2008 - Is it So Strange
- 2010 - The Complete Million Dollar Quartet
- 2011 - The Million Dollar Quartet Sessions
- 2012 - You Belong to My Heart

## Canções
- "You Belong To My Heart" - Elvis Presley (0:42)
- "When God Dips His Love In My Heart" - Elvis Presley e Jerry Lee Lewis (0:16)
- "Just A Little Talk With Jesus" - Elvis Presley e Jerry Lee Lewis (3:49)
- "Jesus Walked That Lonesome Valley" - Elvis Presley e Jerry Lee Lewis (2:52)
- "I Shall Not Be Moved" - Elvis Presley e Jerry Lee Lewis (3:01)
- "Peace In The Valley" - Elvis Presley (1:20)
- "Down By The Riverside" - Elvis Presley e Jerry Lee Lewis (2:09)
- "I'm With A Crowd But So Alone" - Carl Perkins (1:17)
- "Farther Along" - Todos (1:38)
- "Blessed Jesus (Hold My Hand)" - Elvis Presley e Jerry Lee Lewis (1:24)
- "As We Travel Along On The Jericho Road" - Elvis Presley e Jerry Lee Lewis (0:42)
- "I Just Can't Make It By Myself" - Elvis Presley e Jerry Lee Lewis (0:59)
- "Little Cabin Home On The Hill" - Elvis Presley (0:38)
- "Summertime Is Past And Gone" - Elvis Presley e Carl Perkins (0:06)
- "I Hear A Sweet Voice Calling" - Todos (0:27)
- "Sweetheart You Done Me Wrong" - Todos (0:26)
- "Keeper Of The Key" - Carl Perkins (0:45)
- "Crazy Arms" - Jerry Lee Lewis (0:18)
- "Don't Forbid Me" - Elvis Presley (0:56)
- "Too Much Monkey Business" - Jerry Lee Lewis (0:05)
- "Brown Eyed Handsome Man" - Elvis Presley e Jerry Lee Lewis (1:00)
- "Out Of Sight, Out Of Mind" - Elvis Presley (0:45)
- "Brown Eyed Handsome Man" - Elvis Presley e Jerry Lee Lewis (1:42)
- "Don't Be Cruel" - Elvis Presley (1:41)
- "Don't Be Cruel" - Elvis Presley (0:37)
- "Paralyzed" - Elvis Presley (2:36)
- "Don't Be Cruel" - Elvis Presley (0:24)
- "There's No Place Like Home" - Elvis Presley (3:18)
- "When The Saints Go Marchin' In" - Elvis Presley e Jerry Lee Lewis (2:14)
- "Softly and Tenderly" - Elvis Presley e Jerry Lee Lewis (2:27)
- "Is It So Strange" - Elvis Presley (1:09)
- "That's When Your Heartaches Begin" - Elvis Presley (4:37)
- "Brown Eyed Handsome Man" - Elvis Presley (0:20)
- "Rip It Up" - Elvis Presley (0:03)
- "I'm Gonna Bid My Blues Goodbye" - Elvis Presley (0:31)
- "Crazy Arms" - Jerry Lee Lewis (3:13)
- "That's My Desire" - Jerry Lee Lewis (1:17)
- "End Of The Road" - Jerry Lee Lewis (1:35)
- "Black Bottom Stomp" - Jerry Lee Lewis (instrumental) (0:54)
- "You're The Only Star In My Blue Heaven" - Jerry Lee Lewis (1:13)
- Elvis conversa (0:39)

## Ver Também
- Elvis Presley
- Jerry Lee Lewis
- Carl Perkins
- Johnny Cash
- Roy Orbison

## Ligações Externas
- (em inglês) The Million Dollar Quartet no Elvis Presley News